# Friedrich Schütz (Historiker)
Friedrich Schütz (* 21. September 1936 in Niederschelden, Siegerland; † 5. April 2007 in Großrosseln) war ein deutscher Historiker und Archivar. Von 1997 bis 2002 war er Leiter des Stadtarchivs Mainz. Schwerpunkt seiner wissenschaftlichen Tätigkeit war die neuere Geschichte der Stadt Mainz.

## Leben
Friedrich Schütz besuchte in seiner Heimatstadt die Volksschule und absolvierte im Anschluss eine Berufsausbildung. Danach war er als Werkstoffprüfer in verschiedenen handwerklichen und technischen Bereichen tätig. 1966 erfolgte zusammen mit seiner Frau der Umzug nach Mainz, wo er im Rahmen des zweiten Bildungswegs das Ketteler-Kolleg besuchte, an dem er 1970 auch sein Abitur machte.
Von 1970 bis 1974 studierte er an der Mainzer Universität Geschichte und Germanistik. Schütz war während seines Studiums Stipendiat der Studienstiftung des deutschen Volkes. 1974 legte er das Erste, 1976 das Zweite Staatsexamen ab. Parallel zu seinen letzten Studienjahren war er von 1974 bis 1976 Archivreferendar am Landeshauptarchiv Koblenz und an der Archivschule Marburg. 1976 trat Schütz eine Stelle beim Stadtarchiv Mainz an. 1977 wurde er Archivrat, 1980 Oberarchivrat und 1990 Archivdirektor. 1993 übernahm er von seinem Vorgänger Ludwig Falck die Leitung des Stadtarchivs; 1997 folgte die Ernennung zum Leitenden Archivdirektor. 2002 trat Friedrich Schütz in den Ruhestand, sein Nachfolger wurde Wolfgang Dobras. Seit 1961 war er mit seiner Frau Rosemarie verheiratet. 2007 verstarb Friedrich Schütz nach längerer Krankheit. Er liegt auf dem Mainzer Hauptfriedhof begraben.

## Wissenschaftliche Tätigkeit
Entsprechend seiner Tätigkeit im Stadtarchiv Mainz forschte und publizierte Schütz vorwiegend zur Geschichte der Stadt Mainz und der umliegenden Ortschaften. Schwerpunkte seiner Tätigkeit war hierbei unter anderem auch die Geschichte der Juden in Mainz sowie in Hessen. Als Organisator stadthistorischer Ausstellungen war er unter anderem für Ausstellungen wie „Juden in Mainz“ (1978), „Deutsche Jakobiner – Mainzer Republik und Cisrhenanen 1792–1798“ (1982), „Machtergreifung in Mainz“  (1983) und „Das Mainzer Rad an der Gera“  (1992) verantwortlich. Zu allen von ihm organisierten Ausstellungen erschienen von Friedrich Schütz bearbeitete Kataloge.
Schütz war zudem Vorstandsmitglied im Mainzer Altertumsverein und Redakteur der von diesem herausgegebenen „Mainzer Zeitschrift“ und regelmäßiger Autor zur Stadthistorie in der Zeitschrift „Mainz. Vierteljahreshefte für Kultur, Politik, Wirtschaft und Geschichte“. Er war Mitglied der Hessischen Historischen Kommission Darmstadt, der Historischen Kommission für Nassau und der Kommission für die Geschichte der Juden in Hessen. 2006 erhielt er das Römische Kaisermedaillon der Stadt Mainz.

## Engagement in der Mainzer Fastnacht
Anlässlich des 150-jährigen Jubiläums trat Friedrich Schütz 1987 der Mainzer Ranzengarde bei, zu deren Ehrenoffizierscorps er, zuletzt im Rang eines Obersts, gehörte. Er gehörte zu den Verfassern des Gardebreviers der Mainzer Ranzengarde und organisierte zu deren 165-jährigen Jubiläum eine Ausstellung im Mainzer Rathaus. Als das Mainzer Fastnachtsmuseum 2004 gegründet wurde, übernahm Friedrich Schütz die ehrenamtliche Leitung des im Mainzer Proviant-Magazin befindlichen Museums.

## Veröffentlichungen (Auswahl)
Eine vollständige Zusammenstellung findet sich bei Susanne Speth: Bibliographie Friedrich Schütz. In: Mainzer Zeitschrift. Band 96/97, 2001/02, S. 9–17. 
- Die Mainzer Deputation auf dem Wiener Kongreß. In: Mainzer Zeitschrift. Band 69, 1974, S. 146–163.
- mit Valy Schmidt-Heinicke: Juden in Mainz. Katalog zur Ausstellung der Stadt Mainz im Rathaus-Foyer. Stadtverwaltung Mainz, Mainz 1978.
- Aloys Ruppel: Leben und Werk (= Kleiner Druck der Gutenberg-Gesellschaft. Nr. 100). Verlag der Gutenberg-Gesellschaft, Mainz 1982, ISBN 3-7755-2100-9.
- Ph. von Zabern. 200 Jahre einer Mainzer Offizin. Philipp von Zabern, Mainz 1985, ISBN 3-8053-0851-5.
- Fiat Lux. Zur Geschichte der „Mainzer Zeitung“ 1812–1851. Philipp von Zabern, Mainz 1994, ISBN 3-8053-1657-7.
- mit Ferdinand Scherf, Franz Dumont (Hrsg.): Mainz – Die Geschichte der Stadt. Philipp von Zabern, Mainz 1998, ISBN 3-8053-2000-0.
- Von Blau-Weiß-Rot zu Schwarz-Rot-Gold. Mainz vom Beginn der Napoleonischen Herrschaft 1798 bis zur Revolution von 1848. (= Beiträge zur Geschichte der Stadt Mainz, Band 32). Stadtarchiv Mainz, Mainz 1998.